# Río Lachlan
El río Lachlan (del inglés: Lachlan River) es uno de los ríos más importantes de Australia, el principal afluente del río Murrumbidgee que discurre por el centro del estado de Nueva Gales del Sur. Con 1339 km, es el tercer río del país por longitud, tras el río Murray (2375 km) y el propio Murrumbidgee (1485 km).

## Geografía

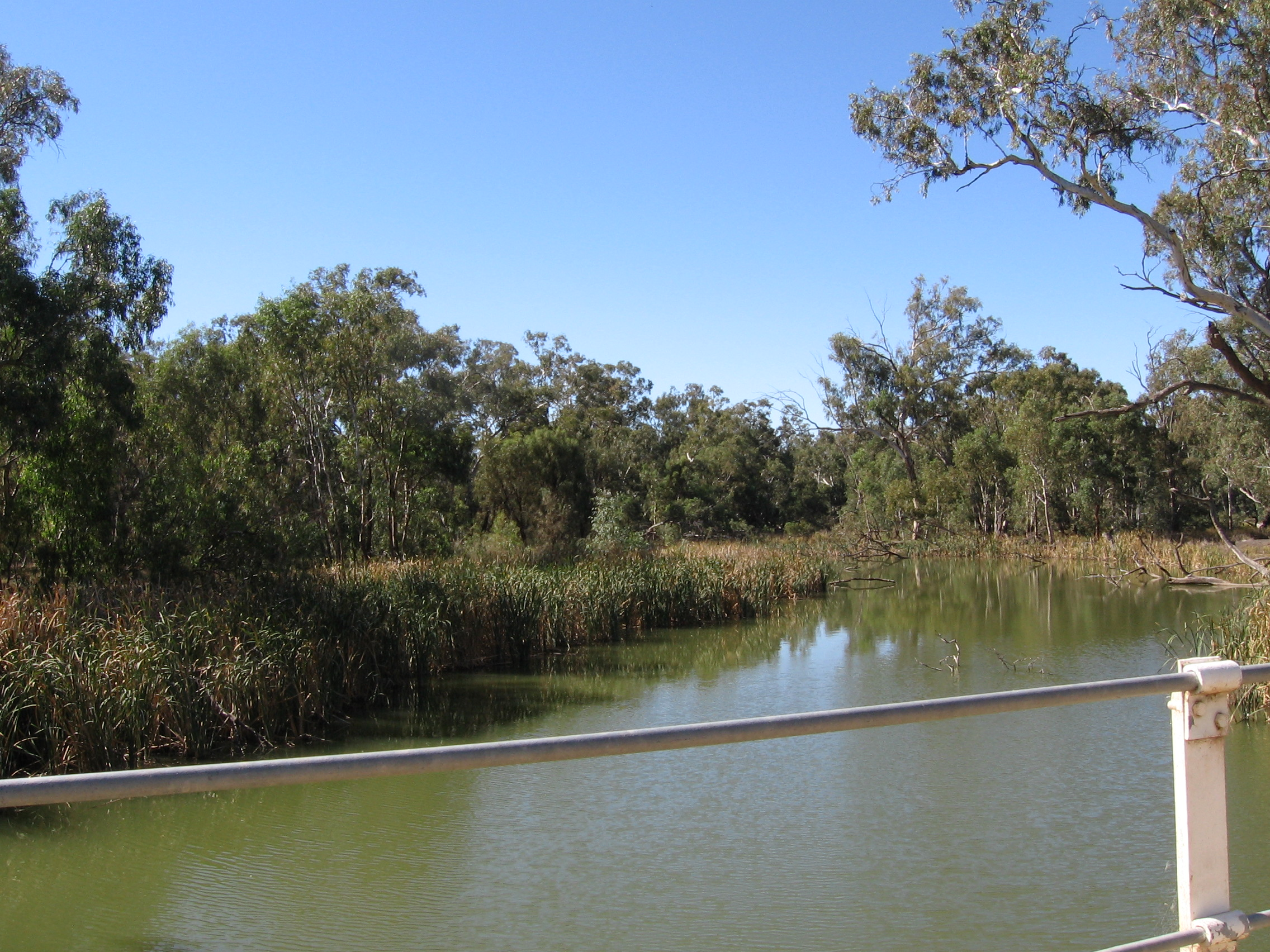
El río Lachlan en Oxley, Nueva Gales del Sur.

El río Lachlan nace en el altiplano central de Nueva Gales del Sur, y parte de la Gran Cordillera Divisoria, 13 km al este de Gunning. Sus principales cabeceras —los ríos Carcoar, Belubula y Abercrombie (de 130 km)— convergen cerca de la ciudad de Cowra.
La presa de Wyangala fue construida cerca de Cowra para regular el flujo del río. Sin embargo, el Lachlan, a diferencia del Murrumbidgee y del río Murray, más al sur, no tiene su fuente en zonas nevadas y no disfruta del abundante y fiable caudal que a partir de la primavera proporciona la fusión de nieve. De hecho, el caudal anual del río Lachlan es demasiado errático para que sea realmente fiable la construcción de presas. Los caudales anuales han oscilado entre menos de 1 hm³ en 1944 a más de 10 900 hm³ en 1950. En los años secos, el Lachlan puede tener períodos de ausencia de caudal durante más de un año (por ejemplo, desde abril de 1944 a abril de 1945) que contrasta con el Murray y el Murrumbidgee, de los que no hay datos de que hayan dejado de fluir desde la colonización europea. El río Lachlan ha provocado inundaciones cada siete años desde 1887 en la ciudad de Forbes.
El río Lachlan fluye hacia el oeste y luego hacia el sur, terminando en el pantano Gran Cumbung, cerca de la localidad de Oxley (entre Hay y Balranald). El pantano, de 500 km², que es una llanura de inundación para el Lachlan, se une al río Murrumbidgee por el sur. 

### Principales afluentes
Los principales afluentes del río Lachlan son:
- río Abercrombie, de 186 km;
- río Boorowa;
- río Belubula;
- río Crookwell.

### Principales localidades
El río no pasa por ninguna ciudad de importancia, solamente pequeñas localidades siendo las más destacadas:
- Breadalbane;
- Reids Flat;
- Wyangala Dam;
- Darbys Falls;
- Cowra, con 13.754 hab. en 2009;
- Gooloogong, con 852 hab. en 2006;
- Forbes, con 6.954 hab. en 2006;
- Condobolin, con 2.847 hab;
- Hillston, con 1.054 hab. en 2006;
- Oxley.

## Historia
El río Lachlan está dentro de la zona ocupada por el pueblo Wiradjuri. La zona tribal de los Wiradjuri ha sido descrita como «la tierra de los tres ríos, el Wambool, más tarde conocido como el Macquarie, el Kalare más tarde conocido como el Lachlan y el Murrumbidgee (Murrumbidjeri). El río Murray forma la frontera sur de los Wiradjuri, el cambio de los bosques a los pastizales abiertos forma su frontera oriental».
El descubrimiento europeo del río Lachlan fue realizado en 1815 por el explorador George William Evans, que dio nombre al río en honor a Lachlan Macquarie, el entonces gobernador de la colonia de Nueva Gales del Sur. El río Lachlan fue explorado en profundidad por John Oxley en su campaña de exploración de 1817.
En los primeros tiempos de la colonia de Nueva Gales del Sur, la parte meridional del Lachlan era conocida como Fish River. Fue sólo después de la exploración que se dieron cuenta de que estos dos ríos eran el mismo río y el nombre de río Fish se relegó. 
En 1870, el río alcanzó un máximo de 15,9 metros en Cowra. Desde 1887, el mayor nivel que alcanzaron las aguas en Forbes fue en junio de 1952, cuando el río llegó a un máximo de 10,8 m en el puente de hierro de Forbes y fueron evacuadas más de 900 familias, con muchos rescatados de los tejados en barcas y helicóptero. Durante la inundación de agosto de 1990, 132 casas en Forbes se vieron afectados por las inundaciones, con sus patios o pisos cubiertos por el agua. Las inundaciones de 1992 no alcanzaron en Forbes los mismos niveles que en 1990, sin embargo, los agricultores del valle Lachlan perdieron alrededor del 30 por ciento de sus cultivos de alfalfa antes de la cosecha. Al menos 500 ovejas se ahogaron en varias propiedades de la zona Eugowra /Trundle y la mayoría de los 400 residentes de Eugowra fueron evacuados, así como algunos residentes de Trundle. Otras inundaciones importantes se dieron en los años 1891, 1916, 1951, 1956, 1961, 1974, 1976, 1993, 1998.

## Economía
Más de 100 000 personas viven en la cuenca del río Lachlan. El 14 % de la producción agrícola de Nueva Gales del Sur se genera en la región, con una superficie aproximada del 10 % de Nueva Gales del Sur. En la cuenca hay 24 Áreas de Gobierno Local de Nueva Gales del Sur.